# NGC 4302
NGC 4302 là một thiên hà xoắn ốc cạnh trên  nằm cách xa khoảng 55 triệu năm ánh sáng (khoảng 520,34 triệu tỷ kilômét) trong chòm sao Coma Berenices. Nó được phát hiện bởi nhà thiên văn học William Herschel vào ngày 8-4-1784  và là một trong những thành viên của Cụm Xử Nữ.
Nó được xếp vào trong thiên hà Seyfert và thiên hà LINER. Nó có một làn đường bụi rất nổi bật, kéo dài.

## Tính chất vật lý
Đĩa NGC 4302 chứa bụi ngoài hành tinh được tổ chức thành các cấu trúc dây tóc và các tổ hợp bụi lớn. Sự bẻ cong rõ ràng của nhiều phức hợp lớn về phía bắc của thiên hà dường như là do sự tương tác với môi trường nội bào gây ra bởi chuyển động của NGC 4302 khi nó rơi vào Cụm Xử Nữ.
Vật chất dày đặc, bụi bặm trong đĩa NGC 4302 chủ yếu là dấu vết vật chất được đẩy ra khỏi đĩa bởi phản hồi mạnh mẽ từ các ngôi sao lớn.

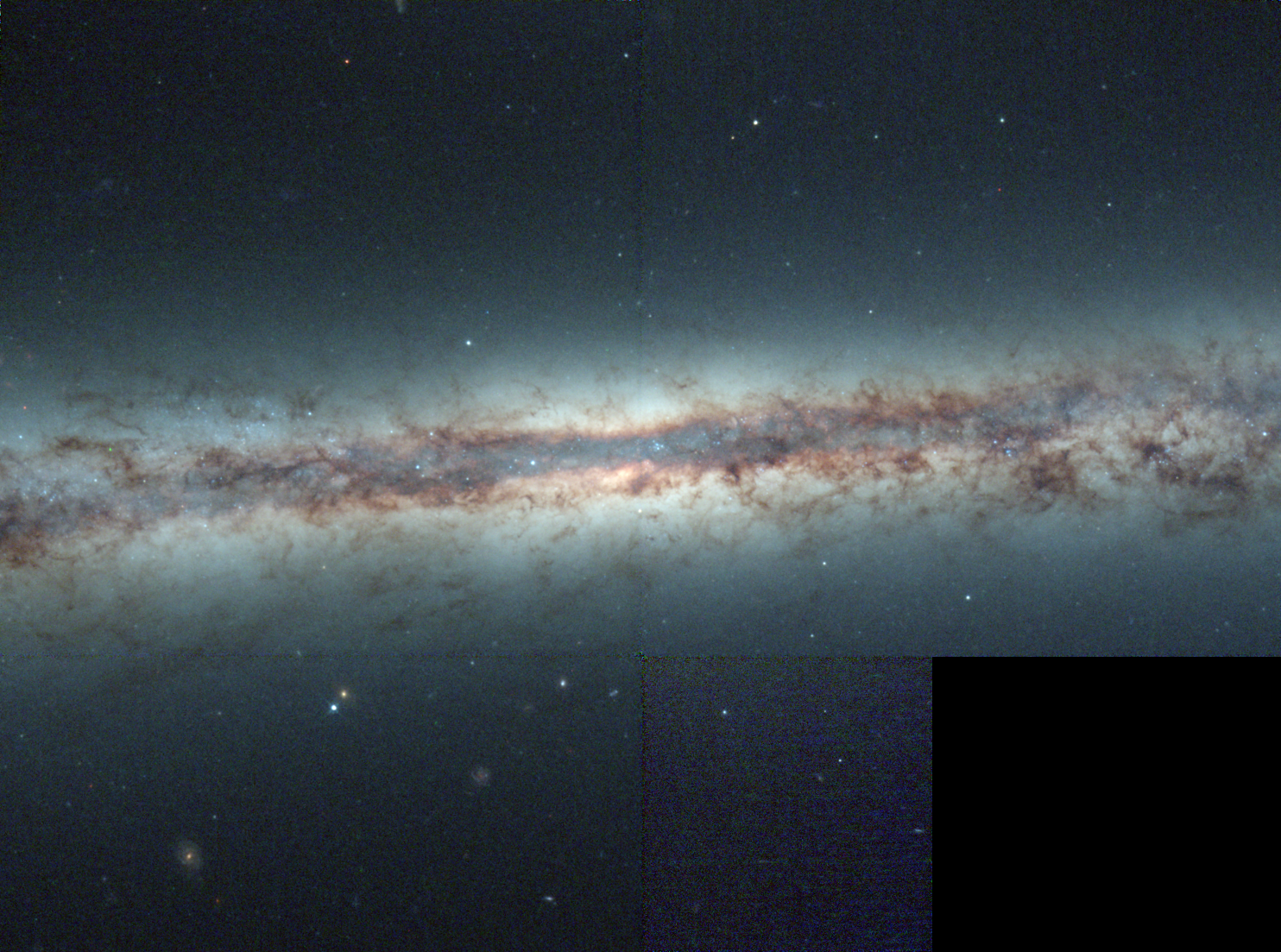
Hubble hình ảnh của làn bụi của NGC 4302.

### Khí ion khuếch tán bất thường
Lần đầu tiên được phát hiện bởi Pildis và cộng sự, NGC 4302 có một lớp khí ion hóa khuếch tán ngoài hành tinh mờ mở rộng ra bán kính thiên hà khoảng 4 kpc (13.000 ly) và chiều cao khoảng 2 kpc (6.500 ly)  phía trên mặt phẳng của thiên hà.
DIG dường như đã bị ion hóa bởi quang hóa bởi các ngôi sao OB.

### Sự phình trong NGC 4302
Sự phình được xuất hiện trong NGC 4302  cho thấy rằng thiên hà chứa một thiên hà xoắn ốc bị chặn dày được xem cạnh trên.

### Đĩa HI
Đĩa HI của NGC 4302 bị cắt ngắn trong đĩa quang ở phía nam của thiên hà. Sự cắt ngắn này dường như là hệ quả của áp lực ram.

## Cầu thủy triều
Kanthariavà Zschaechner cùng phát hiện một cây cầu thủy triều giữa NGC 4302 và NGC 4298. Cây cầu là hệ quả của sự tương tác thủy triều giữa hai thiên hà.

## Đuôi HI
Lần đầu tiên được xác định bởi Chung và cộng sự, NGC 4302 có khoảng 16 kpc (52.000 ly)  đuôi của hydro nguyên tử trung tính (HI)  kéo dài về phía bắc của thiên hà. Đuôi dường như là kết quả của áp suất ram  hoặc do tương tác thủy triều với NGC 4298. Tuy nhiên, NGC 4302 xuất hiện tương đối không bị ảnh hưởng vì nguyên nhân của đuôi là do áp lực ram.
Đuôi của hydro nguyên tử trung tính được chỉ ra từ M87, điều này cho thấy NGC 4302 đang rơi vào trung tâm của cụm Xử Nữ trên quỹ đạo xuyên tâm cao.

## SN 1986E
NGC 4302 đã lưu trữ một siêu tân tinh, một siêu tân tinh loại IIL được chỉ định là SN 1986E. Siêu tân tinh được G. Candeo phát hiện tại Đài thiên văn Asiago vào ngày 13 tháng 4 năm 1986 với cường độ rõ ràng là 14,5.

## Liên kết bên ngoài
- NGC 4302 trên WikiSky: DSS2, SDSS, GALEX, IRAS, Hydrogen α, X-Ray, Astrophoto, Sky Map, Bài viết và hình ảnh